# 日本の家庭に関する学科設置高等学校一覧
日本の家庭に関する学科設置高等学校一覧（にほんのかていにかんするがっかせっちこうとうがっこういちらん）は、全国の「家庭に関する学科」が設置されている高等学校の一覧である。
専門教科「家庭」を中心に履修する専門教育を主とする学科が設置されている高等学校は、本項目に掲載する。それ以外の学科・課程において専門教科「家庭」を履修する場合については、日本の総合学科設置高等学校一覧を参照。専門教科「家庭」を履修しない学科・課程は、本項目に含めない。

## 北海道地方
- 北海道江別高等学校 - 生活デザイン科
- 清尚学院高等学校 - 調理科・製菓衛生師科
- 北海道当別高等学校 - 家政科
- 北海道名寄産業高等学校 - 生活文化科
- 函館大妻高等学校 - 家政科・食物健康科
- 北海道美唄高等学校 - 生活デザイン科
- 北海道文教大学付属高等学校 - 食物科
- 北海道紋別南高等学校 - 家政科（2007年3月閉校）
- 北海道伊達高等学校 - 家政科（2008年3月閉科）
- 北海道釧路星園高等学校 - 生活文化科（2009年3月閉校）
- 北海道洞爺高等学校 - 生活ビジネス科（2016年3月閉校）

## 東北地方

### 青森県
- 青森県立弘前実業高等学校 - 家庭科学科・服飾デザイン科
- 青森県立百石高等学校 - 食物調理科
- 青森山田高等学校 - 調理科
- 八戸学院光星高等学校 - 保育福祉科
- 柴田学園大学附属柴田学園高等学校 - 家政科
- 千葉学園高等学校 - 生活文化科・調理科
- 東奥学園高等学校 - 調理科

### 岩手県
- 岩手県立花北青雲高等学校 - 総合生活科
- 岩手県立大船渡東高等学校 - 食物科・食物文化科
- 岩手県立平舘高等学校 - 家政科学科
- 盛岡誠桜高等学校 - 家政科
- 水沢第一高等学校 - 調理科
- 一関修紅高等学校 - 生活教養科

### 宮城県
- 宮城県名取高等学校 - 家政科
- 宮城県松山高等学校 - 家政科
- 宮城県亘理高等学校 - 家政科
- 仙台大学附属明成高等学校 - 食文化創志科

### 秋田県
- 秋田県立大館桂桜高等学校 - 生活科学科（括り募集）
- 国学館高等学校 - 調理科
- 秋田県立湯沢北高等学校 - 生活科学科（2009年3月閉科）

### 山形県
- 山形県立山辺高等学校 - 食物科・福祉科
- 山形県立霞城学園高等学校 - 服飾科 - 通信制単置
- 天真学園高等学校 - 調理科
- 山形学院高等学校 - 食物調理科
- 山本学園高等学校 - 衣創科

### 福島県
- 福島県立白河実業高等学校 - 家政科
- 福島県立会津農林高等学校 - 生活経営科
- 福島県立耶麻農業高等学校 - ライフコーディネイト科
- 郡山女子大学附属高等学校 - 食物科
- 福島東稜高等学校 - 食物文化科

## 関東地方

### 茨城県
- 茨城県立水海道第二高等学校 - 家政科
- 茨城県立取手第二高等学校 - 家政科
- 茨城県立水戸第三高等学校 - 家政科
- 茨城県立潮来高等学校 - 家政科
- 茨城県立石岡第二高等学校 - 家政科
- 茨城県立竜ヶ崎第二高等学校 - 人間文化科
- 茨城県立水戸南高等学校 - 被服科 - 通信制単置
- つくば国際大学高等学校 - 家政科（2022年3月閉科）
- 大成女子高等学校 - 家政科
- 茨城県立高萩高等学校 - 家政科（2006年3月閉科）
- 茨城県立結城第二高等学校 - 家政科（2010年3月閉科）

### 栃木県
- 栃木県立矢板高等学校 - 栄養食物科
- 栃木県立宇都宮白楊高等学校 - 服飾デザイン科
- 栃木県立宇都宮中央高等学校 - 総合家庭科
- 栃木県立佐野女子高等学校 - 家政科（2010年募集停止）
- 栃木県立那須拓陽高等学校 - 食物文化科
- 栃木県立小山北桜高等学校 - 生活文化科
- 栃木県立鹿沼南高等学校 - ライフデザイン科
- 宇都宮短期大学附属高等学校 - 生活教養科・調理科
- 作新学院高等学校 - ライフデザイン科
- 佐野清澄高等学校 - 生活デザイン科・食物調理科
- 青藍泰斗高等学校 - 総合生活科
- 栃木県立真岡女子高等学校 - 家政科（1997年3月閉科）

### 群馬県
- 桐生第一高等学校 - 調理科
- 前橋育英高等学校 - 保育科
- 群馬県立太田西女子高等学校 - 家政科（2007年3月閉校）
- 明和高等学校 - 家政科（2005年3月閉校）

### 埼玉県
- 埼玉県立秩父農工科学高等学校 - ライフデザイン科・フードデザイン科
- 埼玉県立鴻巣女子高等学校 - 保育科・家政科学科
- 埼玉県立越谷総合技術高等学校 - 服飾デザイン科・食物調理科
- 埼玉県立新座総合技術高等学校 - 服飾デザイン科・食物調理科
- 花咲徳栄高等学校 - 食育実践科
- 細田学園高等学校 - 食物科
- 清和学園高等学校 - 調理科

### 千葉県
- 千葉県立千葉女子高等学校 - 家政科
- 千葉県立木更津東高等学校 - 家政科
- 千葉県立八千代高等学校 - 家政科
- 千葉県立佐倉東高等学校 - 調理国際科・服飾デザイン科
- 千葉県立館山総合高等学校 - 家政科
- 東京学館船橋高等学校 - 食物調理科
- 茂原北陵高等学校 - 家政科
- 和洋国府台高等学校 - ファッションテクニックス科

### 東京都
- 東京都立赤羽北桜高等学校 - 家庭学科(保育・栄養科、調理科)
- 東京都立大島高等学校 - 家政科
- 東京都立忍岡高等学校 - 生活科学科
- 東京都立農業高等学校 - 服飾科・食物科
- 東京都立八丈高等学校 - 家政科
- 東京都立町田高等学校 - 家政科 （2011年度より廃止）
- 東京都立瑞穂農芸高等学校 - 生活デザイン科
- 東京都立三宅高等学校 - 家政科
- 愛国高等学校 - 家政科
- 駒場学園高等学校 - 食物科
- 八王子実践高等学校 - 調理科（2017年度入試より募集停止）
- 東京都立農林高等学校 - 家政科（2007年3月閉科・2009年3月閉校）

### 神奈川県
- 神奈川県立吉田島高等学校 - 生活科学科
- 川崎市立川崎高等学校 - 生活科学科
- 大西学園高等学校 - 家庭科
- 高木学園女子高等学校 - 家庭科

## 中部地方

### 新潟県
- 新潟県立新潟中央高等学校 - 食物科
- 新潟県立西川竹園高等学校 - 生活文化科（2016年閉校）
- 新潟県立長岡大手高等学校 - 家政科
- 新潟県立高田北城高等学校 - 生活文化科
- 上越高等学校 - 食物科

### 富山県
- 富山県立雄山高等学校 - 生活文化科
- 富山県立氷見高等学校 - 生活福祉科
- 富山県立志貴野高等学校 - 生活文化科 - 定時制単置
- 富山県立雄峰高等学校 - 生活文化科 - 定時制単置
- 富山県立となみ野高等学校 - 総合福祉科 - 定時制単置
- 富山県立新川みどり野高等学校 - 福祉教養科 - 定時制単置
- 高岡龍谷高等学校 - 調理科

### 石川県
- 鵬学園高等学校 - 福祉科・調理科

### 福井県
- 福井県立三国高等学校 - 家政科
- 福井県立美方高等学校 - 生活情報科・食物科
- 福井県立奥越明成高等学校 - 生活福祉科（生活コース）
- 啓新高等学校 - 調理科

### 長野県
- 長野県屋代南高等学校 - ライフデザイン科
- 長野県上田千曲高等学校 - 食物栄養科・生活福祉科
- 長野県諏訪実業高等学校 - 服飾科
- 松本第一高等学校 - 食物科
- 長野県丸子修学館高等学校 - 被服科（旧長野県丸子実業高等学校、2009年3月閉科）
- 長野県飯田風越高等学校 - 家政科（2009年3月閉科）
- 長野県臼田高等学校 - アパレルデザイン科（2010年度募集停止）

### 岐阜県
岐阜県では、公立高校の家庭に関する学科・福祉に関する学科は生活産業に関する学科扱いとしている
- 岐阜県立揖斐高等学校 - 生活環境科
- 岐阜県立大垣桜高等学校 - 服飾デザイン科・食物科・生活文化科
- 岐阜県立海津明誠高等学校 - 生活福祉科
- 岐阜県立岐阜城北高等学校 - ファッション科
- 岐阜県立坂下高等学校 - 生活文化科
- 岐阜県立関有知高等学校 - 生活福祉科
- 岐阜県立東濃実業高等学校 - 生活文化科
- 岐阜県立飛騨高山高等学校 - 生活文化科
- 岐阜県立瑞浪高等学校 - 生活福祉科
- 中津川市立阿木高等学校 - 総合生活科 - 定時制単置
- 岐阜女子高等学校 - 食物科
- 済美高等学校 - 保育教養科
- 多治見西高等学校 - 被服科
- 城南高等学校 - 調理科・製菓科 - 通信制単置（技能連携実施校）

### 静岡県
- 静岡県立御殿場高等学校 - 情報デザイン科
- 静岡女子高等学校 - 家政科
- 藤枝順心高等学校 - 調理栄養科
- 知徳高等学校 - 生活デザイン科

### 愛知県
- 愛知県立新城高等学校 - 生活創造科（2019年募集停止）
- 愛知県立佐屋高等学校 - 生活文化科・生活情報科
- 愛知県立岩津高等学校 - 生活デザイン科・調理国際科
- 愛知県立安城高等学校 - 生活文化科
- 愛知県立一宮高等学校 - ファッション創造科
- 愛知県立一色高等学校 - 生活デザイン科
- 愛知県立吉良高等学校 - 生活文化科
- 愛知県立古知野高等学校 - 生活文化科
- 愛知県立成章高等学校 - 生活文化科
- 愛知県立桃陵高等学校 - ヒューマンケア科
- 愛知県立豊橋南高等学校 - 生活デザイン科
- 愛知県立松平高等学校 - 生活情報科
- 愛知県立豊丘高等学校 - 生活文化科
- 愛知啓成高等学校 - 生活文化科
- 愛知県立大府高等学校 - 生活文化科
- 愛知県立瑞陵高等学校 - 食物科
- 名古屋市立桜台高等学校 - ファッション文化科
- 至学館高等学校 - 家政科
- 修文学院高等学校 - 家政科・食物調理科
- 豊橋中央高等学校 - 家政科
- 藤ノ花女子高等学校 - 生活情報科・食物科

## 近畿地方

### 三重県
- 三重県立桑名高等学校 - 家政科（2006年3月閉科）
- 三重県立明野高等学校 - 生活教養科
- 三重県立相可高等学校 - 食物調理科
- 三重県立亀山高等学校 - 総合生活科
- 三重県立白子高等学校 - 生活創造科
- 三重県立久居農林高等学校 - 生活デザイン科
- 三重県立四日市農芸高等学校 - 生活文化科

### 滋賀県
- 滋賀短期大学附属高等学校 - 生活創造科
- 滋賀県立彦根西高等学校 - 家庭科学科
- 滋賀県立大津高等学校 - 家庭科学科
- 綾羽高等学校 - 食物調理科 - 定時制単置

### 京都府
- 京都府立北桑田高等学校美山分校 - 家政科 - 定時制単置
- 京都府立峰山高等学校弥栄分校 - 家政科
- 京都府立福知山高等学校三和分校 - 家政科 - 定時制単置
- 福知山淑徳高等学校 - 食物科（2003年3月閉科）

### 大阪府
- 大阪市立咲くやこの花高等学校 - 食物文化科
- アナン学園高等学校 - 調理科
- 大阪緑涼高等学校 -調理製菓科

### 兵庫県
- 兵庫県立山崎高等学校 - 生活創造科
- 兵庫県立佐用高等学校 - 家政科
- 兵庫県立淡路高等学校一宮校 - 家政科（2011年3月閉校）
- 兵庫県立小野工業高等学校 - 生活創造科
- 兵庫県立相生産業高等学校 - 被服科（2011年3月閉科）
- 兵庫県立松陽高等学校 - 生活文化科
- 兵庫県立西脇高等学校 - 生活情報科
- 兵庫県立社高等学校 - 生活科学科
- 兵庫県立北条高等学校 - 家政科（2011年3月閉科）
- 神戸常盤女子高等学校 - 家庭科
- 神戸第一高等学校 - 家庭科

### 奈良県
- 奈良県立磯城野高等学校 - フードデザイン科・ライフデザイン科・ヒューマンライフ科
- 奈良県立五條高等学校賀名生分校 - 家庭科 - 定時制単置
- 山添村立奈良県立山辺高等学校山添分校 - 家庭科 - 定時制単置

### 和歌山県
- 和歌山県立南部高等学校 - 服飾デザイン科
- 海南市立海南下津高等学校 - 食物科・家政科（2024年3月閉校）

## 中国地方

### 鳥取県
- 鳥取県立鳥取湖陵高等学校 - 人間環境科
- 鳥取県立倉吉総合産業高等学校 - 生活デザイン科
- 鳥取県立米子南高等学校 - 生活文化科
- 鳥取敬愛高等学校 - 生活教養科
- 倉吉北高等学校 - 調理科

### 島根県
- 島根県立松江南高等学校宍道分校 - 家政科 - 定時制単置（2013年3月閉校）
- 開星高等学校 - 調理科（2011年3月閉科）

### 岡山県
- 岡山県立井原高等学校 - 家政科
- 岡山県立岡山南高等学校 - 生活創造科・服飾デザイン科
- 岡山県立久世高等学校 - 家政科
- 岡山県立倉敷中央高等学校 - 家政科
- 岡山県立興陽高等学校 - 家政科・被服デザイン科
- 岡山県立瀬戸南高等学校 - 生活デザイン科
- 岡山県立総社高等学校 - 家政科
- 岡山県立高梁高等学校 - 家政科
- 岡山県立津山東高等学校 - 食物調理科
- 岡山学芸館高等学校 - 食物調理科(H22閉科)
- おかやま山陽高等学校 - 調理科
- 倉敷翠松高等学校 - 生活科学科

### 広島県
- 広島県立海田高等学校 - 家政科
- 広島県立吉田高等学校 - 生活福祉科
- 広島県立総合技術高等学校 - 人間福祉科・食デザイン科
- 広島県立沼南高等学校 - 家政科
- 広島県立世羅高等学校 - 生活福祉科
- 進徳女子高等学校 - 食育デザイン科

### 山口県
- 山口県立厚狭明進高等学校 - 生活創造科
  - 山口県立厚狭高等学校 - 総合家庭科
  - 山口県立田部高等学校 - 総合生活科
- 山口県立熊毛北高等学校 - ライフデザイン科
- 宇部フロンティア大学付属香川高等学校 - 生活デザイン科・食物調理科・保育科
- 山口中村学園高等学校 - 調理科
- 早鞆高等学校 - 生活クリエイト科
- 下関短期大学付属高等学校 - くらしデザイン科

## 四国地方

### 徳島県
- 徳島県立小松島西高等学校 - 食物科・生活文化科

### 香川県
- 香川県立高松南高等学校 - 家政科
- 香川県立石田高等学校 - 家政科
- 香川県立笠田高等学校 - 家庭科
- 香川県立善通寺西高等学校 - 生活文化科（2009年3月閉校）
- 坂出第一高等学校 - 食物科

### 愛媛県
- 愛媛県立小松高等学校 - ライフデザイン科
- 今治精華高等学校 - 調理科
- 松山学院高等学校 - 調理科

## 九州地方

### 福岡県
- 福岡県立折尾高等学校 - 生活デザイン科
- 福岡県立香椎高等学校 - 服飾デザイン科
- 福岡県立久留米筑水高等学校 - 食物調理科
- 福岡県立筑豊高等学校 - 生活デザイン科
- 福岡県立東鷹高等学校 - 総合生活科
- 福岡県立福岡農業高等学校 - 生活デザイン科
- 福岡県立福島高等学校 - 生活デザイン科
- 福岡県立行橋高等学校 - 生活デザイン科
- 福岡県立嘉穂総合高等学校嘉麻市立大隈城山校 - 家庭科 - 定時制単置
- 福岡県立鞍手高等学校鞍手町立豊翔館 - 生活情報科 - 定時制単置（2022年3月閉校）
- 福岡市立福岡女子高等学校 - 生活情報科・食物調理科・服飾デザイン科・保育福祉科
- 真颯館高等学校 - 調理科
- 杉森高等学校 - 食物科・ファッションデザイン科
- 誠修高等学校 - 保育科・生活文化科
- 星琳高等学校 - 食物調理科
- 第一薬科大学付属高等学校 - 保育科
- 東筑紫学園高等学校 - 食物文化科
- 大和青藍高等学校 - 調理科
- 福岡県立朝倉農業高等学校 - 生活情報科（2010年3月閉校）

### 佐賀県
- 佐賀県立牛津高等学校 - 生活経営科・服飾デザイン科・食品調理科
- 佐賀県立唐津南高等学校 - 生活教養科
- 佐賀県立鹿島実業高等学校 - 食品調理科・生活経営科
- 佐賀県立佐賀北高等学校 - 被服科 - 通信制単置
- 佐賀女子短期大学付属佐賀女子高等学校 - 服飾科・食物科・デザイン科
- 北陵高等学校 - 生活文化科

### 長崎県
- 長崎県立諫早商業高等学校 - 家政科
- 長崎県立大村高等学校 - 家政科
- 長崎県立川棚高等学校 - 生活総合科
- 長崎県立島原商業高等学校 - 家政科
- 九州文化学園高等学校 - 食物科
- 向陽高等学校 - デザイン科・保育科・調理科
- 長崎玉成高等学校 - 生活技術科

### 熊本県
- 熊本県立松橋高等学校 - 家政科
- 熊本県立北稜高等学校 - 家政科学科
- 慶誠高等学校 - 食物科
- 菊池女子高等学校 - 家庭科
- 玉名女子高等学校 - 食物科
- 城北高等学校 - 生活総合学科
- 熊本中央高等学校 - 保育科（1991年3月閉科）
- 熊本県立翔陽高等学校 - 生活デザイン科（旧熊本県立大津産業高等学校、1998年3月閉科）

### 大分県
- 大分県立宇佐産業科学高等学校 - 生活デザイン科
- 昭和学園高等学校 - 調理科
- 東九州龍谷高等学校 - 食物科
- 福徳学院高等学校 - 食物科・進学コース・保育福祉科
- 別府溝部学園高等学校 - 食物科
- 楊志館高等学校 - 調理科

### 宮崎県
- 宮崎県立延岡工業高等学校 - 生活文化科
- 宮崎県立富島高等学校 - 生活文化科
- 宮崎県立高鍋高等学校 - 生活文化科
- 宮崎県立宮崎農業高等学校 - 生活文化科
- 宮崎県立飯野高等学校 - 生活文化科
- 宮崎県立高城高等学校 - 生活文化科
- 小林西高等学校 - 調理科
- 日南学園高等学校 - 調理科
- 日章学園高等学校 - トータルエステティック科・調理科
- 櫻美学園高等学校 - 調理科

### 鹿児島県
- 鹿児島県立野田女子高等学校 - 生活文化科・食物科
- 鹿児島県立奄美高等学校 - 家政科
- 鹿児島県立薩南工業高等学校 - 生活科学科
- 鹿児島県立垂水高等学校 - 生活デザイン科
- 鹿児島県立有明高等学校 - 生活科学科
- 鹿児島城西高等学校 - 調理科・ヘアーデザイン科・トータルエステティック科・ファッションデザイン科
- 鹿児島市立鹿児島女子高等学校 - 生活科学科
- 鹿屋市立鹿屋女子高等学校 - 生活科学科
- 龍桜高等学校 - モードビジネス科
- 神村学園高等部 - 保育科・医療福祉科
- 霧島市立国分中央高等学校 - 生活文化科

### 沖縄県
- 沖縄県立美里工業高等学校 - 調理科
- 沖縄県立浦添工業高等学校 - 調理科
- 沖縄県立沖縄工業高等学校 - 生活情報科
- 沖縄県立宮古工業高等学校 - 生活情報科
- 沖縄県立北部工業高等学校 - 生活情報科（2009年3月閉校）